# Egon Weidekamp

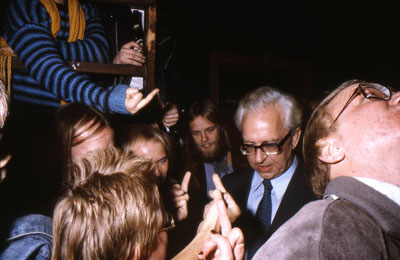
Egon Weidekamp

Egon Weidekamp (* 14. März 1921; † 26. April 2000) war ein dänischer sozialdemokratischer Politiker. Von 1976 bis 1989 war er Oberbürgermeister von Kopenhagen.